# Schloss Sigmundslust

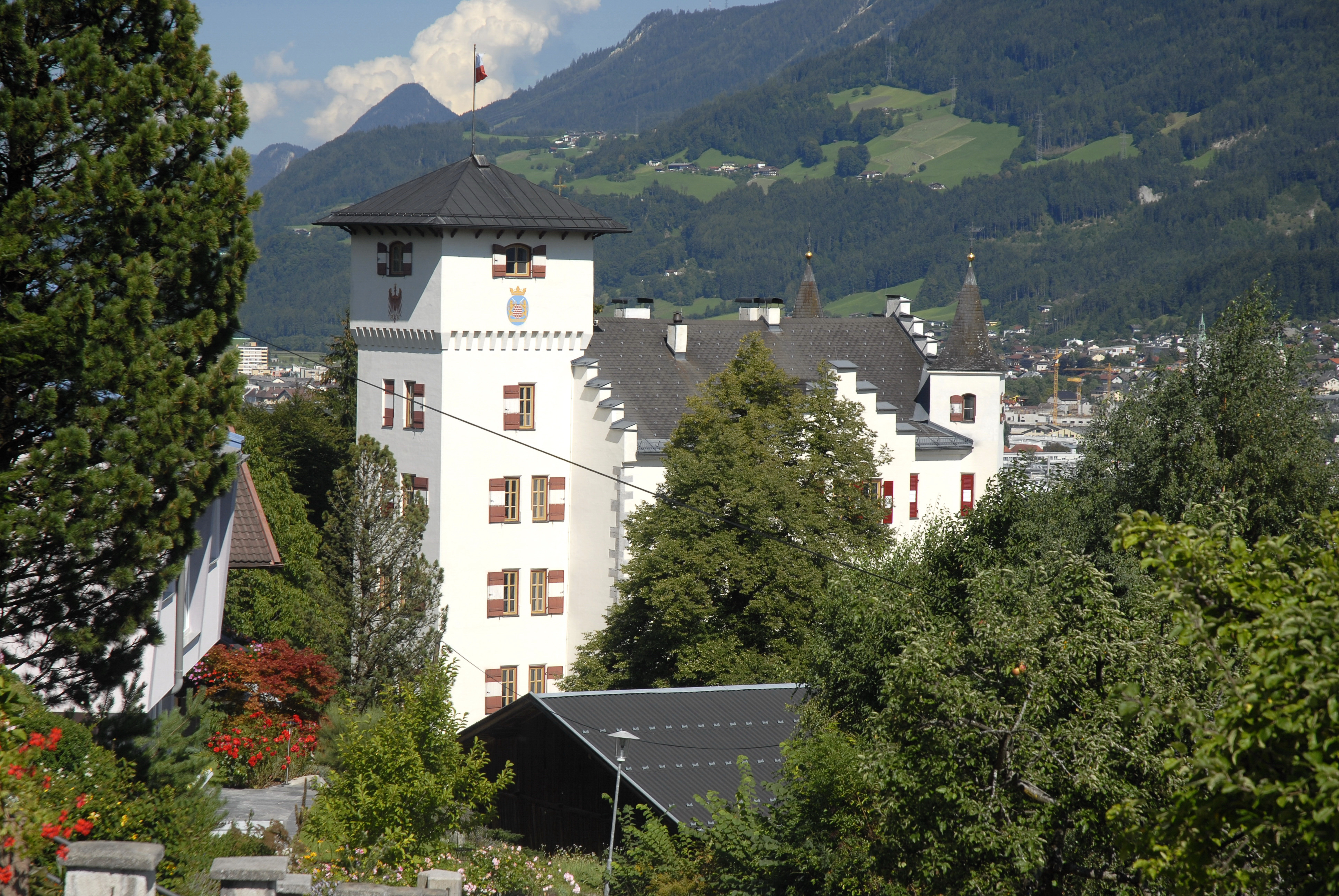
Schloss Sigmundslust

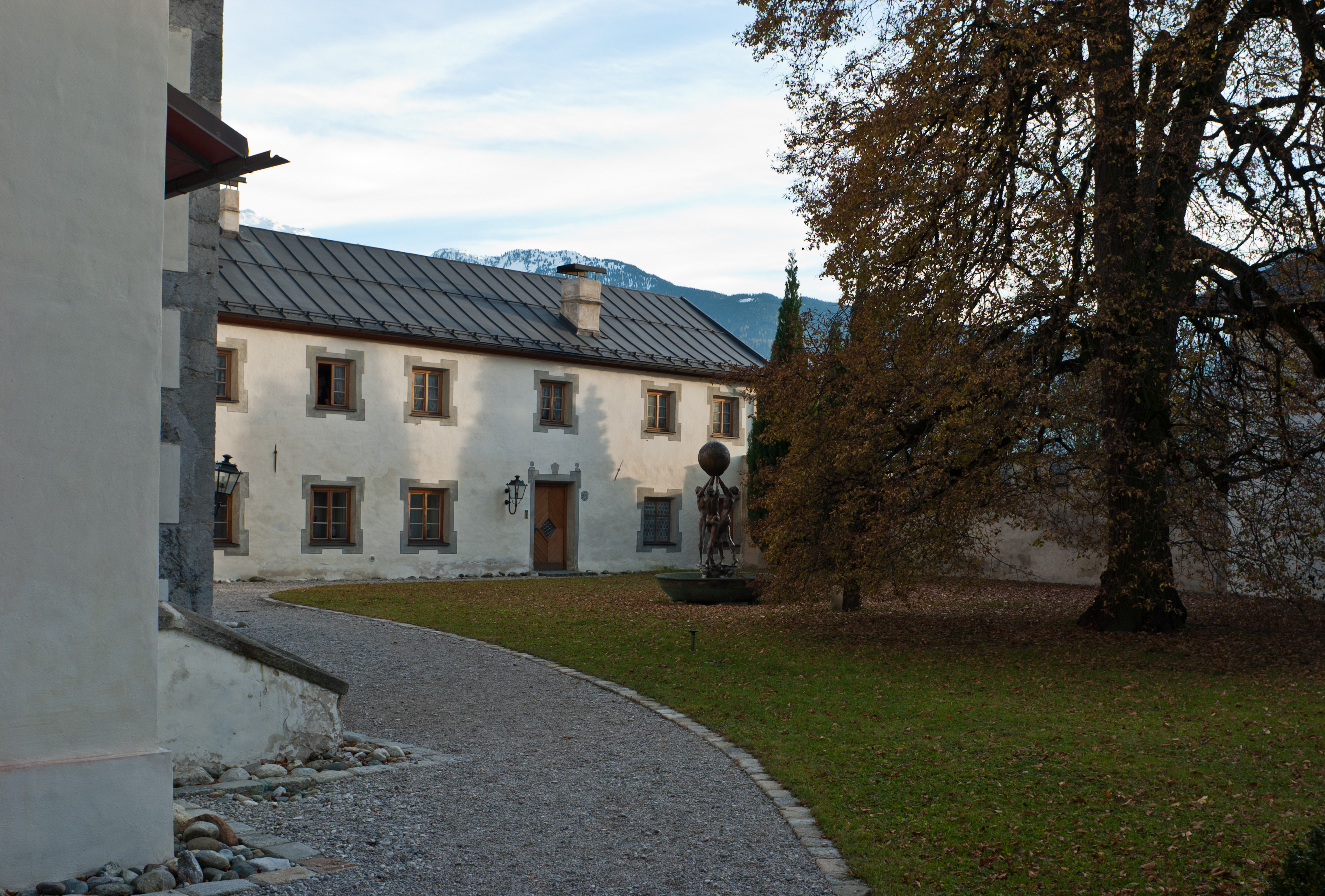
Schloss Sigmundslust: Hof

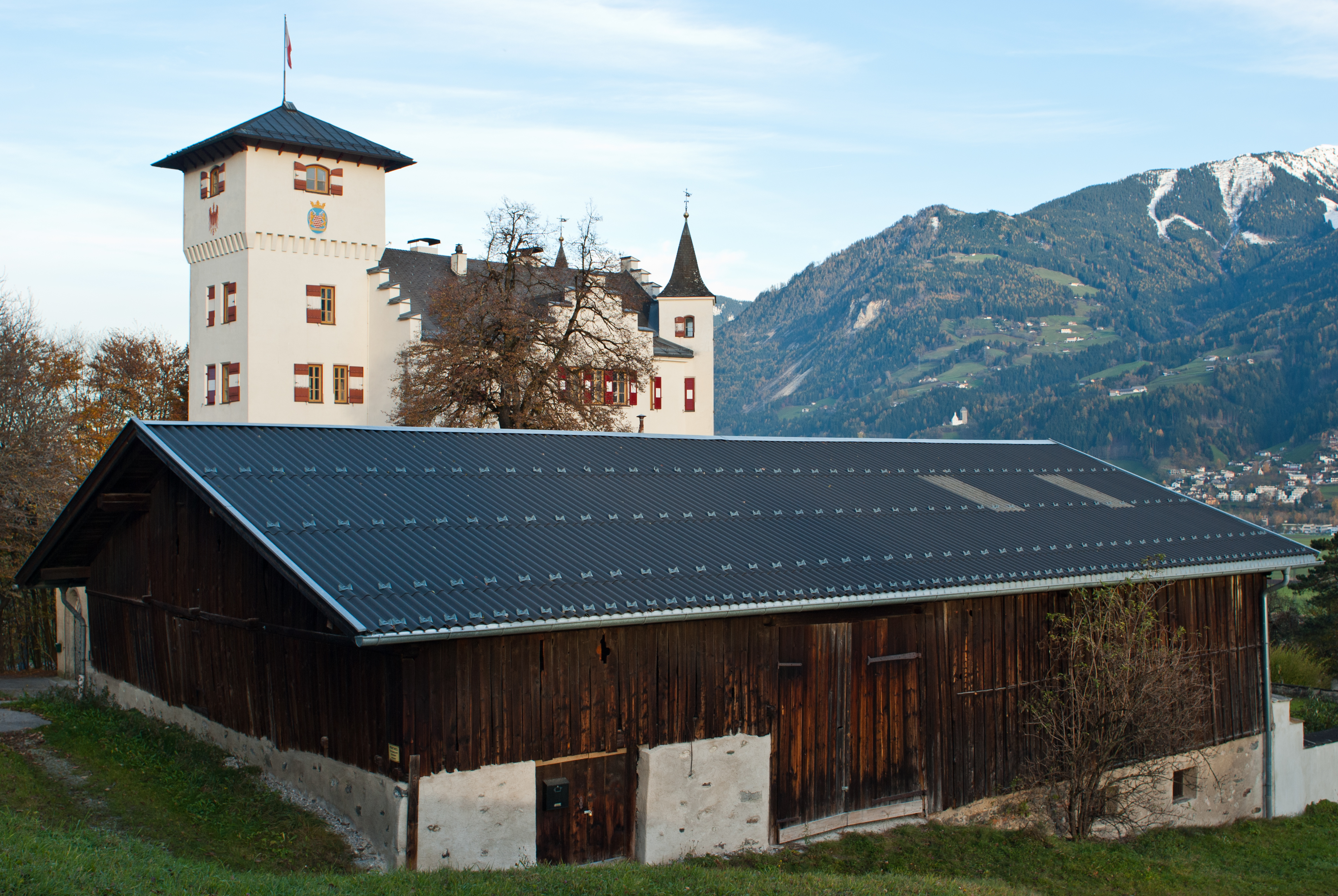
Schloss Sigmundslust: Wirtschaftsgebäude

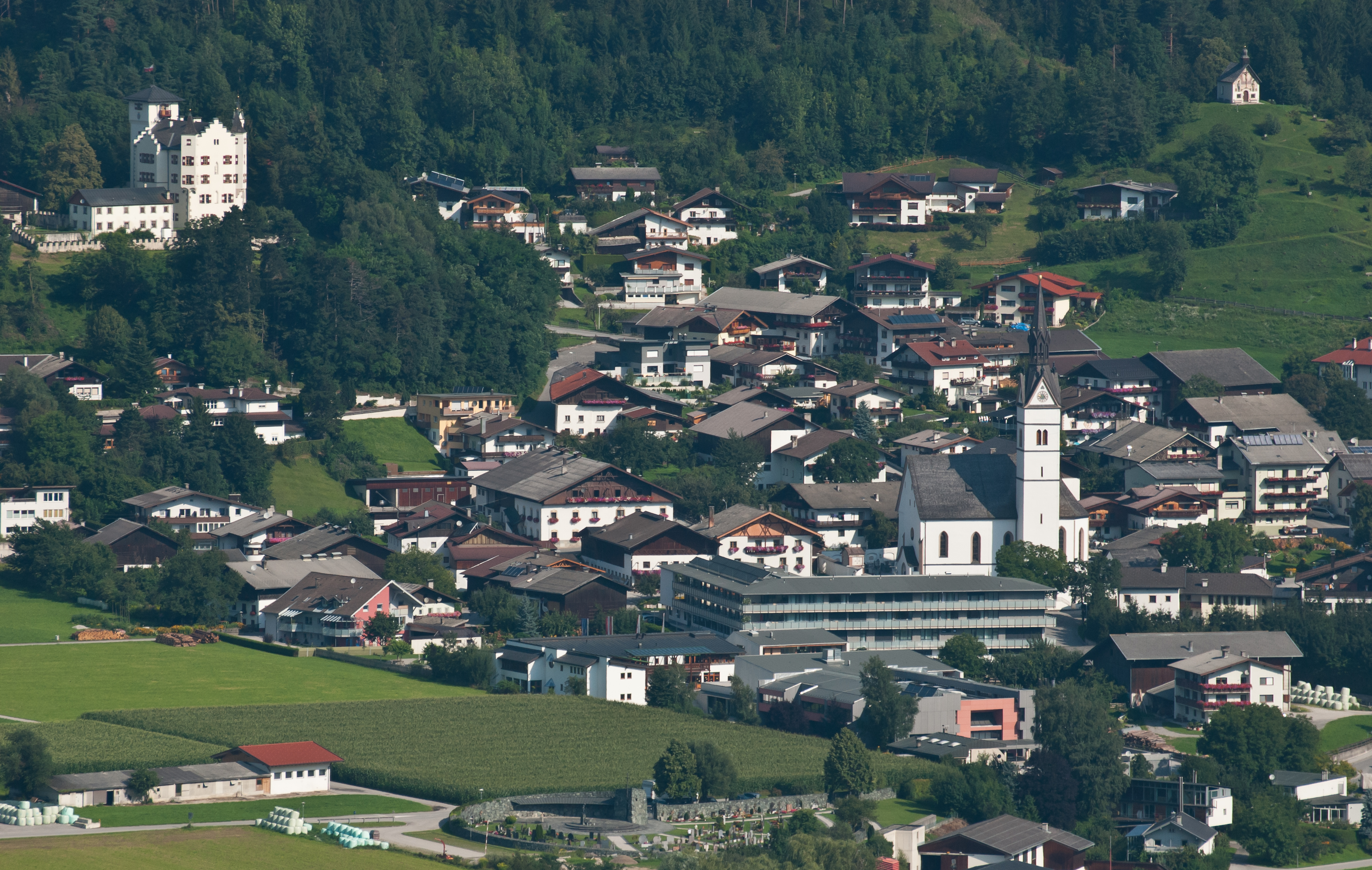
Ansicht von Vomp mit Schloss Sigmundslust

Das Schloss Sigmundslust (bisweilen auch Siegmundslust geschrieben) befindet sich in der Gemeinde Vomp im Bezirk Schwaz in Tirol (Gröben 53).

## Geschichte des Schlosses
Das Schloss entstand im 15. Jahrhundert als viereckiger Wohnturm, der zwischen 1472 und 1473 erbaut wurde. Ursprünglich war es eines der sieben Jagdschlösser von Erzherzog Sigismund dem Münzreichen; neben Sigmundslust besaß er auch die Schlösser Sigmundsburg im Fernsteinsee, Sigmundsegg bei Finstermünz, Siegmundsfried in Schwaz, Sigmundsruh in Sulzberg (Oberallgäu), Sigmundsried in Ried im Oberinntal, Burg Hasegg in Hall und Sigmundskron bei Bozen. Wegen seiner Misswirtschaft – er hatte durch seine Verschwendungssucht Teile Tirols und der Vorlande bereits an Bayern verpfändet – musste er auf Drängen der Tiroler Landstände seinen Besitz an den Erzherzog und späteren Kaiser Maximilian I. abtreten. Der Erzherzog hatte zwar über fünfzig uneheliche Kinder gezeugt, aber in seinen beiden Ehen keinen legitimen Erben. Mit ihm endete die erste Linie der Tiroler Habsburger.
Bereits ein Jahr nach dem Ableben des Erzherzogs kaufte Blasius Hölzl 1496 den Besitz. Der nächste in der langen Reihe der Eigentümer war 1500 der Pfleger von Schwaz, Hölzls späterer Schwiegervater Peter Ruml von Lichtenau († 1519); er war zum Rat und Hauskämmerer des Erzherzogs Sigmunds bzw. zum Rat des Kaisers Maximilians aufgestiegen. Er ließ auch das Schlösschen vor 1500 erneuern. 1515 belehnte Kaiser Maximilian I. wieder Blasius Höltzel mit Sigmundslust. Um 1520–1526 ließ der nächste Besitzer, der reiche und später geadelte Schwazer Gewerke Jörg Stöckl, die erste Druckerei Tirols im Schloss einrichten; hier wurde neben humanistischen Werken von Josef Pirnsieder der „Hymnarius“ gedruckt, das erste katholische Gesangbuch in deutscher Sprache. 1532 kam das Schloss in den Besitz der Familie Westner und 1581 kam Sigmundslust an die (C)Kastner. Von Rochus Kastner wurde 1582 die Schlosskapelle mit dem noch heute bestehenden Netzrippengewölbe errichtet. Sein Nachfolger Johann Matthias Castner war durch Heirat im Besitz von Schloss Wolfsegg gekommen und durch Kauf ab 1643 an Schloss Traunegg und ab 1680 auch von Schloss Hehenberg. Auf die Castner folgte um 1600 Hieronymus Stauber. 1692 kam das Schloss an die Grafen Fieger von Hirschberg, die sich nach dem Ansitz von Sigmundslust nannten.
In den Tiroler Freiheitskriegen gegen Napoleon Bonaparte 1809 wurden die Städte Schwaz und Vomp durch Feuersbrünste zerstört. Die französisch-bayrischen Truppen brandschatzten ebenso das Schloss Sigmundslust. Nur die untersten Mauern mit spätgotischen Bauelementen sowie die Schlosskapelle überstanden das Feuer. 1859 kaufte die Familie von Riccabona die Schlossruine und ließ es durch den Architekten Leopoldo De Claricini im historisierenden Stil um- und wiederaufbauen. 1862 wurde ein Treppenturm angebaut. Die aus dieser Zeit stammenden Malereien sowie die Innenausstattung sind noch weitgehend erhalten geblieben. Der im dritten Obergeschoß gelegene Rittersaal ist mit einem Bilderzyklus von Johannes Huber aus dem 19. Jahrhundert geschmückt, der die mittelalterlichen Besitzern von Sigmundslust darstellt. 1890 erwarb der aus dem westfälisch-hessischen Adelsgeschlecht Biegeleben stammende, ehemalige k. u. k. Gesandte an den Höfen von Siam, China und Japan, Baron Rüdiger von Biegeleben, das Schloss Sigmundslust. Er ließ um 1900 das Schlossinnere umgestalten, richtete eine mit 3000 Büchern bestückte Bibliothek ein und verbrachte mehrere Kunstwerke aus Japan (darunter auch Samurairüstungen und japanische Waffen) hierher. Eine gewölbte Flurhalle mit Malereien von Anton Kirchmayr stammt aus dem 20. Jahrhundert. Auf Rüdiger von Biegeleben folgte Maximilian Freiherr von Biegeleben (* 17. Januar 1886; † 23. September 1976). 1997 erwarb die Hans Pöll das Anwesen und ließ 2000/2001 die Fassade und den Innenhof renovieren.

## Schloss Sigmundslust heute
Das Schloss erhebt sich auf einer Terrasse direkt oberhalb von Vomp. Es besteht aus einem viereckigen Wohnturm mit Eckerkern, die vom Beginn des 15. Jahrhunderts stammen. Der davor liegende Turm ist erst im 19. Jahrhundert errichtet worden. Auffallend sind der nach Süden gerichtete Treppengiebel, ein weit vorstehenden Eckerker, der Eingangsturm im Nordwesten und die Kapelle mit einem kleinen Türmchen gegen Osten. In einem über Eck gestellten Rundbogentor ist ein eisenbeschlagene „Ein-Mann-Türl“ eingelassen. Das Schloss ist durch die neugotische Umgestaltung im 19. Jahrhundert geprägt. Das Grundstück ist von einer zinnenbekrönten Mauer umgeben.
Im 20. Jahrhundert wurde das Schloss unter der Familie von Biegeleben als Pension genutzt. Das Schloss ist heute in Privatbesitz, hier ist die Privatstiftung Familie Pöll untergebracht. Eine Besichtigung ist nur von außen möglich.